# Magnus Aschan
Magnus Dennis Aschan, ogift Andersson, född 22 juli 1976 i Östertälje församling i Stockholms län, är en svensk journalist som mellan 2009 och 2015 var chefredaktör på tidskriften TechWorld.  Han har tidigare varit redaktör på TechWorld och MikroDatorn samt chefredaktör för Computer Sweden.

## Utbildning
Magnus Aschan gick ekonomisk linje på Tumba gymnasium. 2017 avlade han kandidatexamen i engelska vid Södertörns högskola.

## Föreläsning
Magnus Aschan föreläser om teknik, vetenskap och innovation och har bland annat medverkat på Webbdagarna. Han är även verksam som moderator och utbildare.